# Douglas Rain
Douglas Rain (Winnipeg, 13 de março de 1928 – St Marys, 11 de novembro de 2018) foi um ator e narrador canadense. Embora primariamente um ator de teatro, ele forneceu a voz do computador HAL 9000  para o filme 2001: A Space Odyssey (1968) e sua continuação, 2010: The Year We Make Contact (1984).

## Vida e carreira
Rain nasceu em Winnipeg, Manitoba. Ele estudou atuação na Banff School of Fine Arts , em Banff, Alberta, e na Bristol Old Vic Theatre School , em Bristol, Inglaterra. Foi membro fundador do Stratford Festival do Canadá em 1953 e foi associado a ele como ator de teatro até 1998. Rain morreu em 11 de novembro de 2018, aos 90 anos no St. Marys Memorial Hospital em St. Marys, Ontário, de causas naturais. Ele deixa três filhos e um neto.
Apresentou-se em uma grande variedade de papéis teatrais, tais como numa produção de Henrique V encenada em Stratford, Ontário, que foi adaptada para a televisão em 1966. Em 1972, Rain foi indicado para o Tony Award para Melhor Ator Coadjuvante ou Destacado (Dramático) por sua atuação em Vivat! Vivat Regina!

### 2001
Inicialmente Kubrick decidiu elencar Rain como o narrador de 2001, depois de ouvir sua narração em um documentário em curta-metragem chamado "Universe" e, posteriormente, escolheu-o como a voz perturbadora de HAL.

## Filmografia
- Oedipus Rex (1957) — Creon
- Just Mary (1960, série de TV) — (voz)
- The Night They Killed Joe Howe (1960, TV drama, co-estrelando Austin Willis e James Doohan) — Joseph Howe
- Universe (1960, curta-metragem[8] — Narrador
- One Plus One (1961) — The Divorcee segment
- William Lyon Mackenzie: A Friend to His Country (1961, curta) — William Lyon Mackenzie
- Robert Baldwin: A Matter of Principle (1961, Short) — William Lyon Mackenzie
- The Other Man (1963, minissérie de TV) — David Henderson
- Twelfth Night (1964, filme para  TV)
- Fields of Sacrifice (1964) — Narrador
- Henry V (1966, filme para TV) — Henry V
- 2001: A Space Odyssey (1968) — HAL 9000 (voz)[6]
- Talking to a Stranger (1971, minissérie de TV ) — Alan
- Sleeper (1973; voz) — Evil Computer / Various Robot Butlers (voz, não creditado)
- The Man Who Skied Down Everest (1974) — Narrador (voz)
- One Canadian: The Political Memoirs of the Rt. Hon. John G. Diefenbaker (1976; minissérie de TV; voice)
- 2010: The Year We Make Contact (1984) — HAL 9000 (voz)
- Love and Larceny (1985, filme para TV) — Ashton Fletcher
- The Russian-German War (1995, documentário em vídeo) — Narrador (voz) (trabalho final no cinema)